# Ronald Lima
Ronald Oliveira Lima (ur. 8 listopada 2004) – brazylijski judoka.
Triumfator igrzysk Ameryki Południowej w 2022 roku. Wygrał mistrzostwa panamerykańskie w 2025 roku.